# Porsche 907
La Porsche 907 est une voiture de course produite par Porsche dans les années 1967 et 1968.

## 1967
La 907 fut introduite aux 24 Heures du Mans 1967. Comme suggéré par Ferdinand Piëch, le baquet du pilote se trouvait à droite dans l'habitacle, alors que les véhicules allemands ont habituellement le siège pilote du côté gauche. Cela procurait un certain avantage sur le circuit du Mans, qui tourne dans le sens horaire.
Avec une nouvelle carrosserie allongée (longtail), la 907 pouvait atteindre 302 km/h en ligne droite et ce même en utilisant le « petit » six-cylindres à plat de la Porsche 910 plutôt qu'un huit-cylindres. Les freins standards sur le véhicule étaient ventilés. La meilleure Porsche 907 termina cinquième, derrière Ford (Ford GT40) et Ferrari (Ferrari 330 P4).

## Source
- (en) Cet article est partiellement ou en totalité issu de l’article de Wikipédia en anglais intitulé « Porsche 907 » (voir la liste des auteurs).